# Radical 137
El radical 137, representado por el carácter Han 舟, es uno de los 214 radicales del diccionario de Kangxi. En mandarín estándar es llamado 舟部, (zhōu bù　‘radical «barco»’); en japonés es llamado 舟部, しゅうぶ (shūbu), y en coreano 주 (ju).
El radical «barco» aparece siempre en el lado izquierdo de los caracteres que clasifica. Los caracteres clasificados bajo el radical 137 suelen tener significados relacionados con los medios de transporte acuáticos o la navegación. Como ejemplo de lo anterior tenemos: 舠, ‘kayak’; 舢, ‘junco’; 航, ‘navegar’.

## Nombres populares
- Mandarín estándar: 舟字旁, zhōu zì páng, ‘carácter «barco» en un lado’.
- Coreano: 배주부, bae ju bu, ‘radical ju-barco’.
- Japonés:　舟（ふね）, fune, ‘barco’; 舟偏（ふねへん）, funehen, ‘«barco» en el lado izquierdo del carácter’.[1]
- En occidente: radical «barco».

## Galería
| Estilos antiguos                                 | Estilos antiguos                  | Estilos antiguos                        | Estilos antiguos                   | Estilos antiguos                   | Estilos empleados actualmente       | Estilos empleados actualmente  | Estilos empleados actualmente    | Estilos empleados actualmente   | Estilos empleados actualmente  |
|                                                  |                                   |                                         |                                    |                                    |                                     | 舟                             | 舟                               |                                 |                                |
| 甲骨文 jiǎgǔwén (escritura de huesos oraculares) | 金文 jīnwén (escritura de bronce) | 简帛 jiǎnbó (escritura de bambú y seda) | 篆文 zhuànwén (escritura de sello) | 篆文 zhuànwén (escritura de sello) | 隸書 lìshū (estilo de los escribas) | 楷書 kǎishū (estilo regular)   | 楷書 kǎishū (estilo regular)     | 行書 xǐngshū (estilo corriente) | 草書 cǎoshū (estilo de hierba) |
| 甲骨文 jiǎgǔwén (escritura de huesos oraculares) | 金文 jīnwén (escritura de bronce) | 简帛 jiǎnbó (escritura de bambú y seda) | 大篆 dàzhuàn (sello grande)        | 小篆 xiǎozhuàn (sello pequeño)     | 隸書 lìshū (estilo de los escribas) | 繁體／繁体 fántǐ (tradicional) | 简体／簡體 jiǎntǐ (simplificado) | 行書 xǐngshū (estilo corriente) | 草書 cǎoshū (estilo de hierba) |

## Caracteres con el radical 137
| trazos | carácter                               |
| ------ | -------------------------------------- |
| + 0    | 舟                                     |
| + 2    | 舠                                     |
| + 3    | 舡 舢 舣 舤                            |
| + 4    | 舥 舦 舧 舨 舩 航 舫 般 舭 舮 舯 舰 舱 |
| + 5    | 舲 舳 舴 舵 舶 舷 舸 船 舺 舻          |
| + 6    | 舼 舽 舾 舿                            |
| + 7    | 艀 艁 艂 艃 艄 艅 艆 艇 艈 艉          |
| + 8    | 艊 艋 艌 艍                            |
| + 9    | 艎 艏 艐 艑 艒 艓 艔                   |
| + 10   | 艕 艖 艗 艘 艙                         |
| + 11   | 艚 艛 艜 艝                            |
| + 12   | 艞 艟 艠                               |
| + 13   | 艡 艢 艣 艤 艥                         |
| + 14   | 艦 艧 艨 艩                            |
| + 15   | 艪                                     |
| + 16   | 艫                                     |
| + 17   | 艬                                     |
| + 18   | 艭                                     |